# Сапега, Ян Фредерик (писарь)
Ян Фредерик Сапега (1618 — 3 июня 1664) — военный и государственный деятель Речи Посполитой, писарь польный коронный (1653—1664), староста слонимский, овруцкий и черкасский. Участник войн Речи Посполитой с украинскими казаками (1648—1654), Россией (1654—1667) и Швецией (1655—1660).

## Биография
Представитель коденской линии знатного литовского магнатского рода Сапег герба «Лис». Старший сын подкомория владимирского Фредерика Сапеги (ум. 1626) и Евы Скажевской (ум. до 1642). Младшие братья — обозный великий литовский Томаш Казимир, епископ виленский Александр Казимир и кравчий великий литовский Кшиштоф Франтишек Сапеги.
Учился в иезуитском коллегиуме в Луцке, в 1635 году поступил в Краковский университет, затем вместе с братом Томашем Казимиром выехал в Италию, где учился в университетах Болоньи и Падуи.
В конце 1630-х и в 1644—1645 годах Ян Фредерик Сапега служил во французской армии, в том числе под командованием Великого Конде. Около 1647 года вернулся на родину.

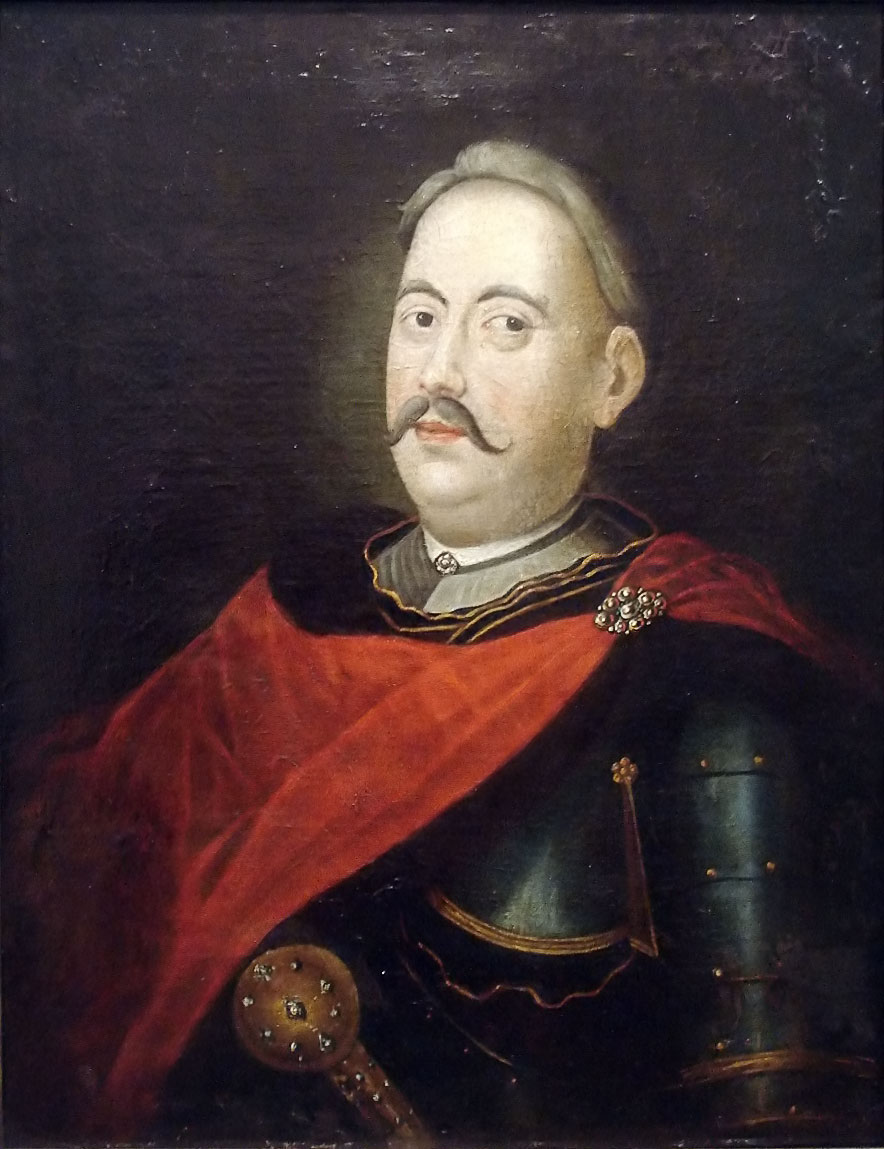
Портрет Яна Фредерика Сапеги. Неизвестный художник, XVIII век.

В 1648 году принимал участие в неудачной битве с восставшими запорожскими казаками под Жёлтыми Водами, где после ранения Стефана Потоцкого принял на себя командованием польским корпусом. После поражения в битве попал в татарский плен, из которого был освобожден весной 1650 года.
В 1653 году Ян Фредерик Сапега получил должность писаря польного коронного. В мае того же 1653 года участвовал в военных операциях против отрядов крымских татар, был взят в плен в феврале 1654 года. В декабре 1654 года был освобожден из татарского плена и вернулся домой.
В 1655 году Ян Фредерик Сапега был избран послом на сейм, затем 20 сентября 1655 года участвовал в битве с русско-казацким войском под Гродеком-Ягеллонским. 16 октября 1655 года перешел на службу к шведскому королю Карлу Х Густаву, который высоко ценил его военные способности. Был одним из самых рьяных сторонником короля Швеции. В ноябре 1655 года был отправлен в литовский лагерь под Брестом-Литовским, чтобы убедить литовские хоругви перейти на шведскую службу. В декабре 1655 года сформировал две казацкие хоругви.
В феврале-марте 1656 года Ян Фредерик Сапега, будучи главным начальником польских конных хоругвей, сражавшихся на стороне Карла Х Густава, участвовал в военных операциях шведского короля против партизанских отрядов Стефана Чарнецкого. В феврале 1656 года участвовал в разгроме шведской армией Стефана Чарнецкого в битве под Голубом. В конце феврале был отправлен шведским королём послом к Яну «Себепану» Замойскому, чтобы убедить его сдать Карлу Х свою крепость Замостье.
28 марта 1656 года польный писарь коронный Ян Фредерик Сапега под давлением своих подчиненных оставил шведскую службу. В дальнейшем служил в дивизии Стефана Чарнецкого и участвовал во многих военных кампаниях, в том числе в трёхдневной битве под Варшавой (1656), в походе польско-литовской армии против трансильванского князя Дъёрдя Ракоци (1657) и блокаде шведских гарнизонов в Пруссии (1658—1659).
В начале 1659 года Ян Фредерик Сапега стал служить в дивизии под командованием великого гетмана коронного Станислава Потоцкого «Реверы». Весной 1659 года вместе с Яном Собеским занимался строительством укреплений Львова. В ноябре 1659 года во главе польского отряда участвовал в битве под Хмельником, пытаясь предотвратить разгром сторонников низложенного гетмана Ивана Выговского. В 1660 году участвовал в битвах с русско-казацкими войсками под Любаром (16-26 сентября 1660 г.), Чудновом (27 сентября — 4 ноября 1660 г. и Слободищем (7-8 октября 1660 г).
Был сторонником профранцузской партии, с 1663 года получал от двора Людовика XIV пенсию в размере 3 тысяч франков.
В конце 1663 года должен был получить булаву польного гетмана литовского, но из-за ухудшения здоровья отказался от этой должности. Однако Сапега принял участие в Московском походе короля Яна II Казимира. При отступлении королевской армии в бою под Новыми Млинами разбил пять хоругвей казаков и пленил полковника Якова Скидана.
Скончался 3 июня 1664 года.

## Семья и дети
В 1642 году женился на Констанции Гербут, от брака с которой имел трёх сыновей и одну дочь:
- Николай Леон Сапега (1644—1685), ротмистр королевский (1670), каштелян волынский (1680—1683), воевода брацлавский (1683—1685), староста овруцкий
- Казимир Владислав Сапега (1650—1703), подстолий литовский (1685), стольник литовский (1686), подскарбий надворный литовский (1686), каштелян трокский (1689), воевода трокский (1697)
- Павел Франтишек Сапега (1656—1715), полковник литовских войск (1683), пробст коденский (1688), каноник варшавский, духовный секретарь великий литовский (1704), епископ жмудский (1715)
- Людвика Констанция Сапега